# نجية مهادجي
نجية مهادجي (بالفرنسية: Najia Mehadji)‏ (ولدت في 1950) هي فنانة تهتم بالتراث الفرنكو-مغربي وهي تعمل مابين باريس وفرنسا ومدينة الصويرة [العربية] في المغرب.

## السيرة الذاتية
نجية هي فنانة ذات اصول مغربية-فرنسية مألوفة ومعروفة علي الساحة المغربية وعرفت في فرنسا منذ 1980 من خلال معارض في عدة متاحف كبري من ضمنها مركز جورج بيمبيدو في باريس.
حصلت في منتصف السبعينات علي درجة الماجيستير في الفنون الجميلة ودرجة في تاريخ الفن من جامعة السوربون [العربية] ودرجة مسرحية من جامعة باريس 8 [العربية].
قادها هذا الي العمل في بيتر بروك والمسرح الحي وطليعة من المجموعات المفتوحة للقيام بما يطلقون علية غير الاوروبيين، منشئين عمل متكامل فريد من نوعة واثر ذلك على عملها الخاص بتطوير اسلوبها الخاص.
اكتشفت خلال هذه السنوات جماليات الزن الياباني والطقوس الصوفية [العربية] والدراويش المولوية مستخدمة الفحم أو الحبر بحرية كبيرة.
ثم كونت عروض مع طلاب في الموسيقي المعاصرة والرسم علي اوراق كبيرة. وكذلك انضمت الي مجموعة النساء/الفن ونشرت أولى رسوماتها وهي نوع من الأشكال الهندسية ذات اللون الأسود والأبيض التي يمكن وصفها بأنها لوحات فنية تجريدية بالغة الدقة.
ولقد أمضت في عام 1985 سنة في مدينة الصويرة [العربية] بمنحة "Villa Médicis Hors les murs" وتعود دائما كل عام لعدة أشهر.
كان خلال إقامتها الأولى عندما رسمت سلسلتها حول أسطورة ايكاروس [العربية] وهي «رمز حرية خوض المخاطرة»، على لوحات كبيرة من القماش الخام حيث وضعت بصمة القوام الجسدي والتصوير والأشكال الهندسية الشفافة جنبا إلى جنب.
تم عرض أعمالها في أول معرض منفرد خاص بها في متحفي كاين وبواتية للفن في 1986 و1987.
في عامي 1993 و1994 رسمت سلسلة من القباب، ردا على جرائم الحرب المرتكبة ضد البوشناق [العربية] (يوغوسلافيا [العربية] سابقا)، كنتيجة لاهتمامها بالاشكال المعمارية عبر الثقافات (و من ضمنها المثمن) مع الإشارة الواضحة لتمثيل علم الكونيات في الفنون الاسلامية [العربية].
عادت في 2005 إلى هذه الحالة الدرامية مع الحرب زهرة وهي مصنفات رقمية تظهر في كوارث الحرب بواسطة جويا.
منذ 1996 و2006 قامت نجية بالرسم على لوحات كبيرة من القماش مستخدمة طباشير لوحات زيتية بألوان مكثفة ورسومات أحادية اللون لمواضيع رمزية مثل كرة وشجرة (أو شجرة الحياة) ووردة غرناطة...إلخ.
قامت بأنشاء الكثير من الهياكل المتدفقة المجردة مصورة كلا من الزوال من الحياة والعبور ومفهوم اللانهاية. ثم بدأت ترسم خطوط منحنية في الأرابيسك باللون الأبيض أو الأحمر على الأسود مستخدمة فرشاة واسعة مبتكرة كتابة داخلية ذات جسم وروح رفية ودقيقة:المخطوطات.
في عام 1998 قامت بتدريس الرسم كأستاذ زائر في المدرسة الوطنية العليا للفنون الجميلة في باريس.
إلى جانب التصوير والرسم، قامت منذ 2005 باستكمال التزامها بمناهضة العنف في الشرق الأوسط، مبدعة مصنفات رقمية تدمج تفاصيل واسعة لنقوش جويا (من ضمنها La Tauromaquia وThe Disasters of war) في إطار تصميمات لزهور متفتحة ومستشعة مصورة التوتر بين Eros وThanatos.
في 2008 ابتكرت سلسلة جديدة من تصاميم كبيرة للوحات وصور رقمية تعطي جانب هيكلي لأعمالها مع الدوامات والأرابيسك والرقص الصوفي واللفائف ذات الخطوط التواصلية واللفتات والإشارات الحرة إلى الخط الشرقي والصوفي وهي كلها عروض أساسية ورسمية تسمح لها بتبني مماراسات عادة منسوبة للرجال عن طريق ابتكارها لنهج جديد في الرسم متحرر من التقاليد وبأداء مشابة.

## المعارض
أقيمت معارضها الشخصية الرئيسية في فرنسا، في متحف الفنون الجميلة بواتيو وكاين وابينال وصالة عرض Montenay (باريس) وفي St.John Hall (دار بلدية باريس) وصالة عرض السفينة (بريست [العربية]).
في المغرب [العربية]، في معرض باب رواش الوطني (الرباط [العربية]) وفي ساحة Actua لبنك وفا التجاري (كازابلانكا "الدار البيضاء" [العربية]) وفي صالة عرض ديلاكروا (طنجة [العربية]) وفي صالة عرض Shart وAteliers 21 (كازابلانكا).
و في قطر [العربية]، في صالة عرض انيما في الدوحة. كما أوضحت لمؤسسة شومان في عمان [العربية] في معرض باسيل مع اركو مدريد [العربية]، ال FI:FA (المعهد الفرنسي: التحالف الفرنسي) في نيويورك ومؤسسات عديدة في جميع أنحاء العالم.
شاركت في 2009 في معرض Elles@centrepompidou في المتحف الوطني للفن الحديث (باريس) واجتياز في مهرجان موازين [العربية] (الرباط [العربية])
وفي 2010 في معرض دبي للفن المعاصر وفي معرض الأصداء في متحف مراكش وللمعرض الفني بمراكش كجزء من Shart Gallery في كازابلانكا.
وفي 2011 وفي المعرض الجماعي للعمارة/الرسم/يوتوبيا في المتحف الوطني للفن الروماني المعاصر في «الطبيعة والمناظر الطبيعية» في ساحة الفن للشركة العامة لكازابلانكا والرسم Now Paris في كاروسيل اللوفر.
ثم عرضت في 'Sense & Essences' سلسلتها الرقص الصوفي في المعهد الفرنسي بنيويورك (FI: AF) وفيلا روسفيليت في كازابلانكا.
هي واحدة من فنانين «Traits d'union-باريس» والفن العربي المعاصر في Villa Emerige in Paris: متحف المعرض الذي يجمع اثنا عشر فنان عربي لديهم علاقة خاصة بفرنسا واللذين نجاحهم يكون من خلال العهد الفرنسي وهو السفر في 2012-2013 (بيروت وصنعاء والرباط...إلخ)
في عام 2012 و2013, عرضت في Galerie Shart بكازابلانكا وClose في صالة عرض البرت بينامو في باريس والمعرض الفن باريس الفن ثم في Anima Gallery في الدوحة (قطر). كما شاركت في 25 عام من الإبداع العربي في معهد الوطن العربي وفي قصر الامارات [العربية] في أبو ظبي وفي المنامة في البحرين. كانت معارضها المنفردة في 2013: الرقص الصوفي في Espace Art Roch (باريس) وال2000 في Espace Claude Lemand (باريس)و الdraping في صالة عرض السفينة (بريست).شاركت في مزاد Syriart العلني في باريس لدعم الضحايا المدنيين من الشعب السوري في الثورة.
أقامت باكرا في 2014 معرض منفرد «الأرابيسك الجديد» في صالة عرض "Le Violon Bleu" في تونس وفي ارت دبي (صالة عرض Selma Feriani في لندن) وفي معرض باريس للفن (صالة عرض Lemand Claude باريس)
في صيف 2014 عرضت سلسلتها من المصنفات الرقمية Suites Goyesques وBullfighting في متحف Céret للفن الحديث في The painter and the arena and bullfighting art from Goya to Barceló. ثم شاركت في معرض افتتاحي في متحف محمد السادس للفن الحديث والمعاصر الرباط «للفن 1914-2014 و100 عام في المغرب» فضلا عن معهد العالم العربي في «المغرب المعاصرة.» وقامت بعرض «20 عامًا من العمل» في مارس 2015 في صالة عرض Atelier 21 في كازابلانكا التي تنظم أول معرض استعادي لها في المغرب وفي معرض باريس الفني في القصر الكبير في صالة عرض Claude Lemand.
إن أعمال نجية مهادجي موجودة داخل العديد من المجموعات العامة والمتاحف من ضمنها مرطز جورج بيمبيدو MNAM (4 رسومات كبيرة والرسم علي الورق) ومعهد العالم العربي في باريس (رسم) وداخل مجموعات Société Générale ومؤسسة ONA ومتحف محمد السادس للفن الحديث والمعاص في الرباط وكازابلانكا وبنك وفا التجاري الذي يملك الكثير من الأعمال. يمكن مشاهدة العديد من مقاطع الفيديو للفنانة على ال YouTube.

### السيرة الذاتية
- ناجية ميحادجي، الطبعة Somogy 2008.النصوص Alain Tapie, Christine Buci-Glucksmann, Jean-Louis Baudry, Mohamed Rachdi وHenri-Francois Debailleux 160 صفحة، النصوص الفرنسية / الإنجليزية، 130 الرسوم التوضيحية الملونة.
- مراجعة الحبر نجمة رقم 42، 2010، «الاحتفال»، مقابلة مع بيغي إيناس سلطان.
- كتاب نجية مهادجي طبعات الفن نقطة ومجموعة كتب الفن المغربي 2012: نصوص Pascal Amel, Rémi Labrusse Veronique Rieffel, Christine Buci-Glucksmann, Ghitha Triki, Philippe Piguet, Anne Dagbert, Peggy Ines Sultan Mohamed Rachdi, Henri-François Debailleux، صفحة 208, 10 نصوص فرنسية / إنجليزية 330 الرسوم التوضيحية الملونة.
- "The revelation of gesture"، طبعة Somogy 2011, نصوص Pascal Amel texts, Veronique Rieffel, Abdelwahab Meddeb, Rémi Labrosse وChristine Buci-Glucksmann ، صفحة 160 نصوص فرنسية / إنجليزية.

### وصلات خارجية
- Official Website
- Video made on the occasion of the exhibition "Facing History: Mahi Binebine / Najia Mehadji" to MACMA (Museum of Contemporary Art Marrakech), in March 2016 by Brigitte Huault-Delannoy
- Podcast of the show "Cultures of Islam" on France Culture interview with Abdelwahab Meddeb of 1 November 2013, "Painting between Mogador and Ivry" (58 min)
- Issue Podcast "Tuesdays of the exhibition" on France Culture, interview with Elizabeth Couturier of 3 May 2011, "The museum staff Najia Mehadji" (58 min)